# Ahmet Üzümcü

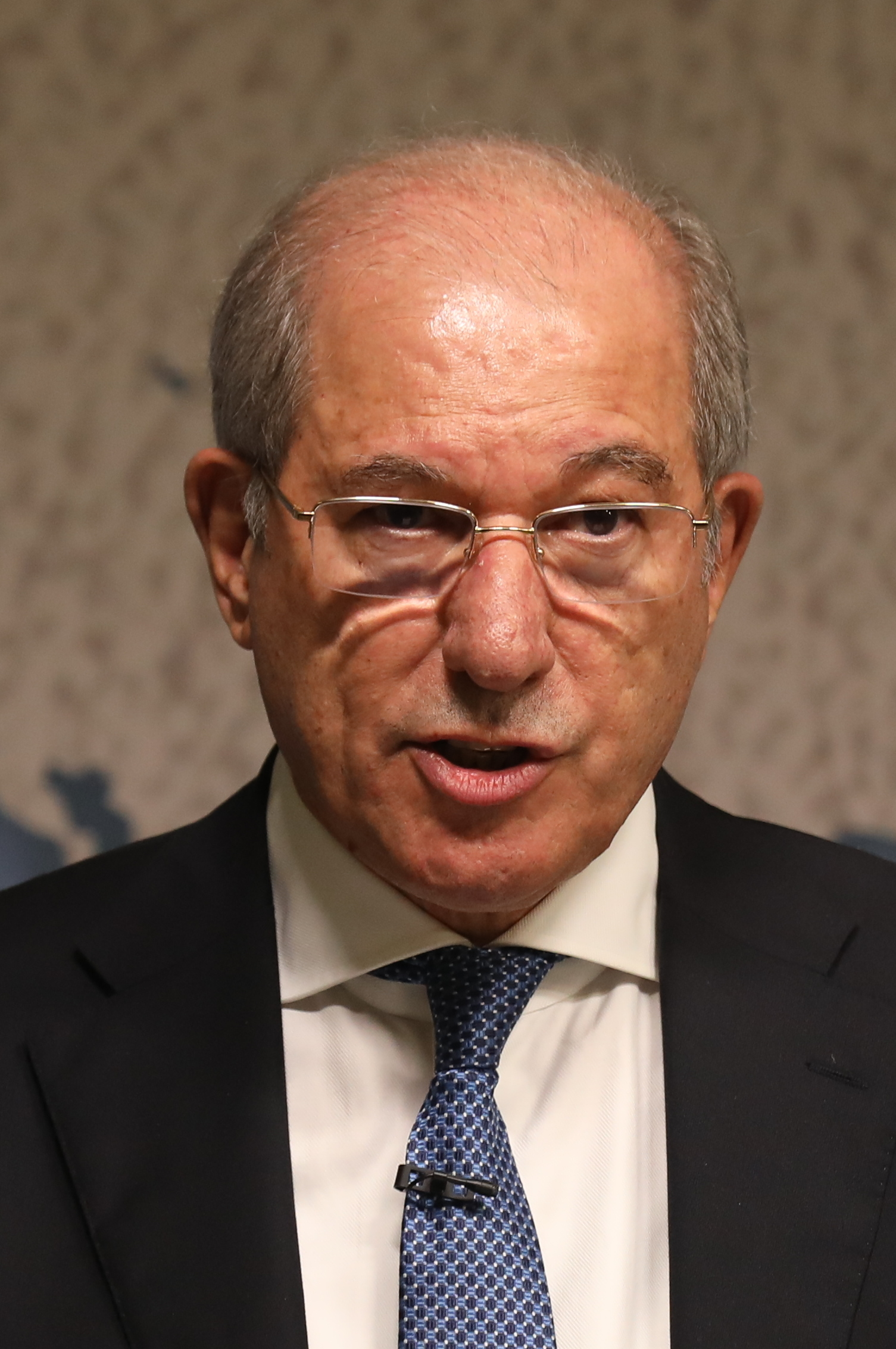
Ahmet Üzümcü (2018)

Ahmet Üzümcü (* 30. August 1951 in Armutlu, Yalova) ist ein türkischer Karrierediplomat und war Generaldirektor der Organisation für das Verbot chemischer Waffen (OPCW).

## Leben
Üzümcü machte seinen Abschluss in Politikwissenschaften an der Universität Ankara. Er arbeitete von 1979 bis 1982 in der Türkischen Botschaft Wien in Österreich und war 1982 bis 1984 Konsul der Türkei am Generalkonsulat im syrischen Aleppo. Vom 28. Juli 1999 bis zum 30. Juni 2002 war er Botschafter in Israel. Zwischen 2002 und 2004 diente er als Ständiger Vertreter der Türkei bei der NATO. Üzümcü wurde 2006 zum Ständigen Vertreter der Türkei im Büro der Vereinten Nationen in Genf ernannt und blieb auf diesem Posten bis 2010.
Üzümcü erhielt 2010 die Ehrendoktorwürde für Lifetime-Errungenschaften in Rüstungskontrolle und Abrüstung von der Genfer Schule für Diplomatie, bevor er seinen Posten an der OPCW als Nachfolger von Rogelio Pfirter annahm. 2013 wurde der OPCW der Friedensnobelpreis verliehen.

### Übersicht zur Laufbahn
Tabellarische Aufstellung der Stationen seiner diplomatischen Karriere:
- 1979–1982  Mitarbeiter der türkischen Botschaft in Österreich
- 1982–1984  Türkischer Konsul in Aleppo, Syrien
- 1984–1986  Leitungsfunktion in der Personalabteilung des türkischen Außenministeriums
- 1986–1989  Berater der türkischen NATO-Delegation
- 1989–1994  Mitarbeiter im internationalen Stab der NATO (Staff member of NATO’s Political Directorate)
- 1994–1996  Leiter der NATO-Abteilung des türkischen Außenministeriums in Ankara
- 1996–1999  Leiter der Personalabteilung im türk. Außenministerium
- 1999–2002  Botschafter in Israel
- 2002–2004  Ständiger Vertreter der Türkei bei der NATO
- 2006–2010  Ständiger Vertreter der Türkei im Büro der Vereinten Nationen in Genf
- 2010–2018  Generaldirektor der OPCW

## Familie und Verschiedenes
Ahmet Üzümcü ist verheiratet mit Işıl Üzümcü. Er spricht neben seiner Muttersprache fließend Englisch und Französisch.
Im März 2008 hatte er als Ständiger Vertreter der Türkei bei den Vereinten Nationen in Genf turnusgemäß für vier Wochen den Vorsitz des UN-Abrüstungskomitees in Genf (Conference on Disarmament – UNCD) inne.
Im Januar 2014 wurde ihm die Medaglia d’Onore und das Sigillum Magnum der Universität Bologna verliehen.
Vom 11. bis 14. Juni 2015 nahm er an der 63. Bilderberg-Konferenz in Telfs-Buchen in Österreich teil.
Ahmet Üzümcü ist Mitglied im European Leadership Network (ELN).